# Enchantment (film, 1916)

Enchantment est un film muet américain réalisé par Carl M. Leviness et sorti en 1916.

## Fiche technique
- Titre : Enchantment
- Réalisation : Carl M. Leviness
- Scénario : Frank Borzage
- Société de production : American Film Manufacturing Company
- Pays de production :  États-Unis
- Format : Noir et blanc — 35 mm — 1,33:1 — Muet
- Date de sortie : 
  - États-Unis : 21 août 1916

## Distribution
- Vivian Rich
- Gayne Whitman